# دیمپل کاپادیا
دیمپل کاپادیا (انگلیسی: Dimple Kapadia؛ زادهٔ ۸ ژوئن ۱۹۵۷) یک هنرپیشه اهل هند است.
آکشی کومار بازیگر هندی داماد اوست.

## فیلم‌شناسی
فهرست برخی از فیلم‌هایی که دیمپل کاپادیا در آنها به ایفای نقش پرداخته است:
- آرجون
- کاش
- رام لاکان
- اعجوبه
- قلب حقیقت را می‌داند
- نترس
- کوکتل
- جامبو
- خانه پاتیالا
- خواسته دل
- بدهی خون
- گناه
- راز سایروس
- رأی‌دهنده
- نارسیمها
- توپ آتش
- منزل منزل
- خوشبختی تصادفی
- پیداکردن فانی
- قبضه
- حمله نهایی
- بابی
- الله رکا
- جانباز
- خوش برگشتید
- گردش
- رودالی
- صیاد
- انقلابی شجاع
- گاهی نه گاهی
- رویاهای ساجن
- دید
- کالی گنگا
- من برای تو می‌میرم
- بنارس
- ۲۰۰۱
- آتش
- سکه
- آخرین دادگاه
- ما که هستیم؟
- مست قلندر
- شهزاده
- بخشش
- گنگا در کشور شما
- مهاویرا
- لیکن
- مدرسه انگلیسی
- دشمن انسانیت
- عشق واقعی
- انگاشته
- علاقه‌مندان
- بی‌نام و نشان
- اعتبار
- توطئه
- یک پنج‌شنبه
- زن امروزی
- پاتان
- تایگر ۳
- قتل مبارک
- بیست سال بعد

## جوایز
وی برنده جوایزی همچون جوایز فیلم‌فیر شده است.